# 954
سنة 954 م كانت سنة بسيطة تبدأ يوم الأحد (الرابط يظهر نموذج التقويم الكامل للسنة) من التقويم اليولياني.

## مواليد
- القاسم بن حمود.

## وفيات
- أبو العيش أحمد بن كنون.
- لويس الرابع ملك فرنسا.